# Meisa Kuroki
Satsuki Shimabukuro (島袋 さつき, Shimabukuro Satsuki, Nago, 28 de maio de 1988) mais conhecida por seu nome artístico Meisa Kuroki (黒木 メイサ, Kuroki Meisa), é uma atriz, modelo, cantora e dubladora japonesa. Ela é representada pela agência Sweet Power e tem contrato com a Sony Music Japan. Ela fez sua estreia como atriz em 2004. Ela tem modelado para a popular revista de moda japonesa JJ, entre outros, e é a atual representante japonesa da Epson e Giorgio Armani. Ela apareceu em inúmeros dramas de televisão, comerciais, filmes e produções de palco.

## Vida Pessoal
Em 2 de fevereiro de 2012, ela se casou com o cantor pop e ex-membro da boy band KAT-TUN, Jin Akanishi. Sua primeira filha, Theia, nasceu em 23 de setembro de 2012. Em novembro de 2016, Meisa anunciou que ela e Akanishi estavam esperando seu segundo filho. Kuroki é um quarto brasileira.

## Discografia
Álbuns de Estúdio
- Magazine (2011)
- Unlocked (2012)

Mini-álbuns
- hellcat (2009)
- ATTITUDE (2010)

## Filmografia
Filmes
| Ano  | Título                      | Papel           | Notas           |
| ---- | --------------------------- | --------------- | --------------- |
| 2005 | Onaji Tsuki o Mite Iru      | Emi Sugiyama    |                 |
| 2006 | Camus Nante Shiranai        | Rei             |                 |
| 2006 | Chakushin Ari: Final        | Emiri Kusama    |                 |
| 2006 | Tada, Kimi o Aishiteru      | Miyuki Toyama   |                 |
| 2007 | Taitei no Ken               | Botan           |                 |
| 2007 | Vexille: 2077 Nihon Sakoku  | Vexille         | Voz             |
| 2007 | Crows Zero                  | Ruka Aizawa     |                 |
| 2009 | Subaru                      | Subaru Miyamoto |                 |
| 2009 | Crows Zero 2                | Ruka Aizawa     |                 |
| 2009 | Assault Girls               | Gray            |                 |
| 2010 | Yazima Beauty Salon         | Raspberry       |                 |
| 2010 | Patrulha Estelar            | Yuki Mori       |                 |
| 2011 | Andalucia: Megami no Hōfuku | Yuka Shindō     |                 |
| 2012 | Kirin no Tsubasa            | Ami Aoyama      |                 |
| 2014 | Lupin III                   | Fujiko Mine     |                 |
| 2017 | Fist & Faith                |                 | Filme Chinês    |
| 2020 | The Process of Love         |                 | Filme Americano |

Televisão
| Ano       | Título                                       | Papel                   | Notas                    |
| --------- | -------------------------------------------- | ----------------------- | ------------------------ |
| 2004      | Medaka                                       | Asuka Yoshizumi         |                          |
| 2004      | Honto ni Atta Kowai Hanashi                  | Eriko Mitsuhashi        | 2 Temporada, Episódio 21 |
| 2005      | Koisuru Nichiyōbi: Bungaku no Uta            | Keiko Yokoyama          | Episódio 1               |
| 2006      | Aru Ai no Uta                                | Ruka Kashiwagi          |                          |
| 2007      | Haikei, Chichiue-sama                        | Naomi Karasawa          |                          |
| 2007      | Byakkotai                                    | Sayoko Asai             | filme de TV              |
| 2007      | Seitosho-kun                                 | Yūko Sonoi              | Episódio 1               |
| 2008      | 1-Pound no Fukuin                            | Irmã de Angela          |                          |
| 2008      | Tobira wa Tozasareta Mama                    | Yuka Usui               | filme de TV              |
| 2008      | Kaze no Garden                               | Rui Shiratori           |                          |
| 2008      | Dansō no Reijin: Kawashima Yoshiko no Shōgai | Yoshiko Kawashima jovem | filme de TV              |
| 2009      | Chance!: Kanojo ga Seikō Shita Riyū          | Saori Tamaki            | filme de TV              |
| 2009–2011 | Ninkyo Helper                                | Riko Yomogi             | 11 Episódios             |
| 2010      | Saigo no Yakusoku                            | Yuriko Niimi            | filme de TV              |
| 2010–2011 | Shinzanmono                                  | Ami Aoyama              | 10 episódios 1 especial  |
| 2010      | Iris                                         | Seung-hee Choi          | Voz Japonesa             |
| 2011      | Shiawase ni Narō yo                          | Haruna Yanagisawa       |                          |
| 2011      | Jiu: Keishichou Tokushuhan Sousakei          | Motoko Isaki            |                          |

Teatro
| Ano  | Título                                              | Papel              | Notes |
| ---- | --------------------------------------------------- | ------------------ | ----- |
| 2004 | Atami Satsujin Jiken: Pyonyang Kara Kita Onna Keiji | Tomoko Mizuno      |       |
| 2005 | Endless Shock                                       | Rika               |       |
| 2005 | Azumi: Azumi on Stage                               | Azumi              |       |
| 2005 | Chōkyōshi                                           | Momo               |       |
| 2006 | Azumi: Azumi Returns                                | Azumi              |       |
| 2007 | Itsu no Hi Ka Kimi Kaeru                            | Lin                |       |
| 2009 | Akai Shiro, Kuroi Suna                              | Princesa Nadja     |       |
| 2009 | Onna Nobunaga                                       | Nobunaga Oda       |       |
| 2010 | Hiryuden 2010: Last Princess                        | Michiko Kanbayashi |       |

## Ligações Externas
- Site Oficial
- Sweet Power Perfil
- Meisa Kuroki. no IMDb.
- Meisa Kuroki no X
- Meisa Kuroki no Facebook